# أبو الربيع المريني
أبو الربيع المريني (689 - 710 هـ / 1290 - 1310 م) هو سلطان مريني.
هو سليمان بن عبد الله بن يوسف بن يعقوب المريني، السلطان أبو الربيع ابن أبي عام. بويع بعد وفاة أخيه أبي ثابت عامر سنة 708 هـ بطنجة.